# Papamosques de Gambaga
El papamosques de Gambaga (Muscicapa gambagae) és una espècie d'ocell de la família dels muscicàpids (Muscicapidae. pròpia de l'Àfrica subsahariana i l'Aràbia. El seu estat de conservació es considera de risc mínim.